# Lista monumentelor istorice din județul Mureș - L

Simbol pentru monumentele istorice

Lista monumentelor istorice din județul Mureș - L cuprinde monumentele istorice înscrise în Patrimoniul cultural național al României și aflate în localități ce încep cu litera L din județul Mureș.
Lista completă este menținută și actualizată periodic de către Ministerul Culturii, Cultelor și Patrimoniului Național din România, prin intermediul Institutului Național al Patrimoniului, ultima versiune datând din 2015. Această listă cuprinde și actualizările ulterioare, realizate prin ordin al ministrului culturii.
| Cod LMI                               | Denumire                                                               | Localitate                                     | Localizare                                                                                                   | Datare, Creatori                                           | Imagine               | Erori             |
| ------------------------------------- | ---------------------------------------------------------------------- | ---------------------------------------------- | --- | ---------------------------------------------------------- | --------------------- | ----------------- |
| MS-I-s-A-15387 (RAN: 117863.01)       | Situl arheologic de la Lechința de Mureș                               | sat aparținător Lechința de Mureș; oraș Iernut | „Podei” 46.65°N 24.21667°E                                                                                   |                                                            | Încarcă foto \| video | Raportează eroare |
| MS-I-m-A-15387.01                     | Așezare                                                                | sat aparținător Lechința de Mureș; oraș Iernut | „Podei”, pe malul drept al Mureșului, în vecinătatea poduluicătre Band                                       | sec. II - III p. Chr.                                      | Încarcă foto \| video | Raportează eroare |
| MS-I-m-B-15387.02 (RAN: 117863.01.01) | Așezare                                                                | sat aparținător Lechința de Mureș; oraș Iernut | „Podei”, pe malul drept al Mureșului, în vecinătatea poduluicătre Band 46.65°N 24.21667°E                    | Epoca bronzului, Cultura Wietenberg, faza III              | Încarcă foto \| video | Raportează eroare |
| MS-I-s-A-15388 (RAN: 117863.02)       | Situl arheologic de la Lechința de Mureș, punct „Săliște”              | sat aparținător Lechința de Mureș; oraș Iernut | „Săliște” |                                                            | Încarcă foto \| video | Raportează eroare |
| MS-I-m-A-15388.01 (RAN: 117863.02.07) | Necropolă                                                              | sat aparținător Lechința de Mureș; oraș Iernut | „Săliște” 46.65°N 24.18333°E                                                                                 | sec. XII                                                   | Încarcă foto \| video | Raportează eroare |
| MS-I-m-A-15388.02 (RAN: 117863.02.06) | Așezare                                                                | sat aparținător Lechința de Mureș; oraș Iernut | „Săliște” 46.65°N 24.18333°E                                                                                 | sec. IV - VI                                               | Încarcă foto \| video | Raportează eroare |
| MS-I-m-A-15388.03 (RAN: 117863.02.05) | Așezare                                                                | sat aparținător Lechința de Mureș; oraș Iernut | „Săliște” 46.65°N 24.18333°E                                                                                 | Epoca romană                                               | Încarcă foto \| video | Raportează eroare |
| MS-I-m-A-15388.04 (RAN: 117863.02.04) | Așezare                                                                | sat aparținător Lechința de Mureș; oraș Iernut | „Săliște” 46.65°N 24.18333°E                                                                                 | Latène, Cultura geto-dacică                                | Încarcă foto \| video | Raportează eroare |
| MS-I-m-A-15388.05 (RAN: 117863.02.02) | Așezare                                                                | sat aparținător Lechința de Mureș; oraș Iernut | „Săliște” 46.65°N 24.18333°E                                                                                 | Epoca bronzului, Cultura Wietenberg                        | Încarcă foto \| video | Raportează eroare |
| MS-I-m-A-15388.06 (RAN: 117863.02.01) | Așezare                                                                | sat aparținător Lechința de Mureș; oraș Iernut | „Săliște” 46.65°N 24.18333°E                                                                                 | Perioada de tranziție la epoca bronzului, Cultura Coțofeni | Încarcă foto \| video | Raportează eroare |
| MS-I-m-A-15388.07 (RAN: 117863.02.03) | Așezare                                                                | sat aparținător Lechința de Mureș; oraș Iernut | „Săliște” 46.65°N 24.18333°E                                                                                 | Hallstatt, Cultura Basarabi                                | Încarcă foto \| video | Raportează eroare |
| MS-I-s-A-15389 (RAN: 117863.03)       | Necropola romană de la Lechința de Mureș, punct „Grădina Fostului IAS” | sat aparținător Lechința de Mureș; oraș Iernut | „Grădina fostului IAS”, lângă sediul IAS, la NE de sat 46.48139°N 24.23222°E                                 | sec. III p. Chr.                                           | Încarcă foto \| video | Raportează eroare |
| MS-I-s-B-15392 (RAN: 114729.01)       | Situl arheologic de la Luduș                                           | oraș Luduș                                     | „Fabrica de zahăr” 46.48333°N 24.11667°E                                                                     |                                                            | Încarcă foto \| video | Raportează eroare |
| MS-I-m-B-15392.01 (RAN: 114729.01.07) | Așezare                                                                | oraș Luduș                                     | „Fabrica de zahăr”, pe terenul fabricii de zahăr și al topitoriei de in 46.48333°N 24.11667°E                | sec. XI                                                    | Încarcă foto \| video | Raportează eroare |
| MS-I-m-B-15392.02 (RAN: 114729.01.06) | Necropolă                                                              | oraș Luduș                                     | „Fabrica de zahăr”, pe terenul fabricii de zahăr și al topitoriei de in 46.48333°N 24.11667°E                | sec. XI                                                    | Încarcă foto \| video | Raportează eroare |
| MS-I-m-B-15392.03 (RAN: 114729.01.04) | Așezare                                                                | oraș Luduș                                     | „Fabrica de zahăr”, pe terenulfabricii de zahăr și al topitoriei de in 46.48333°N 24.11667°E                 | sec. IV - V                                                | Încarcă foto \| video | Raportează eroare |
| MS-I-m-B-15392.04 (RAN: 114729.01.05) | Necropolă                                                              | oraș Luduș                                     | „Fabrica de zahăr”, pe terenul fabricii de zahăr și al topitoriei de in 46.48333°N 24.11667°E                | sec. IV - V                                                | Încarcă foto \| video | Raportează eroare |
| MS-I-s-B-15390 (RAN: 117934.01)       | Situl arheologic de la Livezeni                                        | sat Livezeni; comuna Livezeni                  | „Duduma” |                                                            | Încarcă foto \| video | Raportează eroare |
| MS-I-m-B-15390.01                     | Drum                                                                   | sat Livezeni; comuna Livezeni                  | „Duduma” | sec. II - III p. Chr.                                      | Încarcă foto \| video | Raportează eroare |
| MS-I-m-B-15390.02                     | Mormânt scitic                                                         | sat Livezeni; comuna Livezeni                  | „Duduma” | sec. V a. Chr                                              | Încarcă foto \| video | Raportează eroare |
| MS-I-s-B-15391 (RAN: 119377.01)       | Așezarea daco-romană de la Loțu                                        | sat Loțu; orașul Sângeorgiu de Pădure          | „Terenul lui Raduly Ferenc”, la 4 km SE de Sângeorgiu de Pădure, în valea pârâului Loț 46.58333°N 24.86667°E | sec. III - IV p. Chr.                                      | Încarcă foto \| video | Raportează eroare |
| MS-II-a-B-15707                       | Ansamblul castelului de vânătoare Lăpușna                              | sat Lăpușna; comuna Ibănești                   | f. n. | 1900 - 1930                                                |                       | Raportează eroare |
| MS-II-m-A-15708 (RAN: 117612.01)      | Biserica de lemn „Sf. Nicolae”                                         | sat Lăpușna; comuna Ibănești                   | f. n. 46.76757°N 25.21364°E                                                                                  | 1779                                                       | Alte imagini          | Raportează eroare |
| MS-II-m-A-15709 (RAN: 117015.02)      | Biserica reformată                                                     | sat Leordeni; comuna Gheorghe Doja             | | 1815                                                       | Alte imagini          | Raportează eroare |
| MS-II-m-B-15710 (RAN: 115370.01)      | Biserica de lemn „Sf. Arhangheli”                                      | sat Lepindea; comuna Bahnea                    | 115 | 1796                                                       | Alte imagini          | Raportează eroare |
| MS-II-m-A-15711 (RAN: 118030.01)      | Casa Bornemisza                                                        | sat Logig; comuna Lunca                        | 267 46.87421°N 24.57854°E                                                                                    | sec. XVIII                                                 | Încarcă foto \| video | Raportează eroare |
| MS-II-m-B-15712                       | Casă                                                                   | sat Logig; comuna Lunca                        | Str. Principală 10                                                                                           | sf. sec. XIX                                               | Încarcă foto \| video | Raportează eroare |
| MS-II-m-B-15713                       | Casă                                                                   | sat Logig; comuna Lunca                        | Str. Principală 15                                                                                           | sf. sec. XIX                                               | Încarcă foto \| video | Raportează eroare |
| MS-II-m-B-15714                       | Casă                                                                   | sat Logig; comuna Lunca                        | Str. Principală 265                                                                                          | sf. sec. XIX                                               | Încarcă foto \| video | Raportează eroare |